# Шахин, Нури
Нури́ Шахи́н (нем. и тур. Nuri Şahin; род. 5 сентября 1988, Люденшайд, Северный Рейн-Вестфалия) — турецкий и немецкий футболист, выступавший на позиции полузащитника, футбольный тренер.

## Карьера

### Клубная
Шахин выступал за юношескую команду «Майнерцхаген» с 1994 года по 2001 год С 2001 года он занимался в дортмундской «Боруссии». В 2005 в составе юношеской сборной Турции до 17 лет выступал на чемпионате мира в Перу. Турция тогда завоевала 4-е место, а Нури забил по ходу турнира 4 гола. Впоследствии игроком интересовались такие клубы, как «Арсенал», «Челси», «Манчестер Юнайтед».
В 2005 году Шахин дебютировал на профессиональном уровне. 23 июля 2005 года в матче Кубка Интертото против чешской «Сигмы» (0:0) он вышел на 67 минуте вместо Марка-Андре Крушки. В чемпионате Германии дебютировал 6 августа 2005 года в выездном матче против «Вольфсбурга» (0:0). Так как Нури дебютировал в 16 лет, он стал самым молодым дебютантом Бундеслиги. Забив 25 ноября 2005 года мяч в ворота «Нюрнберга», Шахин стал самым молодым автором гола в истории Бундеслиги.
5 июля 2007 года он был отдан в годичную аренду нидерландскому «Фейеноорду». Вместе с командой выиграл Кубок Нидерландов.
9 мая 2011 года полузащитник дортмундской «Боруссии» Нури Шахин объявил о своём переходе в «Реал». На специально созванной пресс-конференции 22-летний футболист объяснил причины такого решения: «„Реал“ — один из лучших клубов мира. Для моей карьеры это солидный скачок. Было просто невозможно сказать „нет“. Я бы смог уйти из „Боруссии“ только ради такой команды, способной бороться за большое количество самых престижных титулов. Но это не было простым решением. И оно расстроило меня. Я решил принять его вместе с клубом. Поймите правильно: я очень ценю нашего тренера, мне нравится и город, и команда. Но, повторюсь: „Реал“ — один из лучших клубов мира. Для моей карьеры это прорыв», — приводит слова Шахина AS. Контракт турецкого футболиста с мадридцами рассчитан на 6,5 лет с зарплатой 2,5 млн евро в год. Сумма сделки составила от €10 до 12 млн.
25 августа 2012 года Шахин на правах аренды перешёл в английский «Ливерпуль». Дебютировал в АПЛ в матче 3-го тура против «Арсенала», но не отметился ничем полезным и был заменён. Дебютировал за «Ливерпуль» в еврокубках в матче группового этапа Лиги Европы против швейцарского «Янг Бойз» и отметился голевой передачей с углового. Отметился дублем в игре против «Вест Бромвича» в рамках Кубка английской Лиги.
11 января 2013 покинул «Ливерпуль», присоединившись к дортмундской «Боруссии» на правах аренды.
31 августа 2018 года перешёл в бременский «Вердер». Сумма трансфера составила 1 миллион евро.

### Карьера тренера
6 октября 2021 года в возрасте 33 лет был назначен на должность главного тренера клуба «Антальяспор», при этом оставшись действующим футболистом команды; но уже 17 октября того же года официально объявил о завершении игровой карьеры.
14 июня 2024 года 35-летний Шахин был назначен главным тренером дортмундской «Боруссии», сменив на данном посту Эдина Терзича, которому ассистировал ранее.
22 января 2025 года специалист был уволен с поста тренера «Боруссии» после поражения от итальянской «Болоньи» (1:2) в рамках 7-го тура Лиги чемпионов.

### В сборной
В сборной Турции дебютировал 8 октября 2005 года в домашнем матче против Германии (2:1). Шахин вышел на 85-й минуте, а на 87-й забил гол в ворота Оливера Кана.

## Достижения
Командные
«Фейеноорд»
- Обладатель Кубка Нидерландов: 2007/08

«Боруссия (Дортмунд)»
- Чемпион Германии: 2010/11
- Обладатель Суперкубка Германии (2): 2013, 2014

«Реал Мадрид»
- Чемпион Испании: 2011/12

Личные
- Лучший игрок Чемпионата Германии: 2010/11
- Игрок сезона в Бундеслиге по мнению VDV : 2010/11[18]
- Команда года по версии ESM: 2010/11

## Статистика

### Игровая
| Выступление      | Выступление      | Выступление      | Лига | Лига | Кубки | Кубки | Еврокубки | Еврокубки | Итого | Итого |
| Клуб             | Лига             | Сезон            | Игры | Голы | Игры  | Голы  | Игры      | Голы      | Игры  | Голы  |
| ---------------- | ---------------- | ---------------- | ---- | ---- | ----- | ----- | --------- | --------- | ----- | ----- |
| Боруссия Д       | Бундеслига       | 2005/06          | 23   | 1    | —     | —     | 1         | 0         | 24    | 1     |
| Боруссия Д       | Бундеслига       | 2006/07          | 24   | 0    | 1     | 0     | —         | —         | 25    | 0     |
| Боруссия Д       | Бундеслига       | 2008/09          | 25   | 2    | 2     | 0     | 1         | 0         | 28    | 2     |
| Боруссия Д       | Бундеслига       | 2009/10          | 33   | 4    | 3     | 2     | —         | —         | 36    | 6     |
| Боруссия Д       | Бундеслига       | 2010/11          | 30   | 6    | 2     | 0     | 8         | 2         | 40    | 8     |
| Боруссия Д       | Итого            | Итого            | 135  | 13   | 8     | 2     | 10        | 2         | 153   | 17    |
| → Фейеноорд      | Эридивизи        | 2007/08          | 29   | 6    | 5     | 0     | —         | —         | 34    | 6     |
| → Фейеноорд      | Итого            | Итого            | 29   | 6    | 5     | 0     | —         | —         | 34    | 6     |
| Реал Мадрид      | Примера          | 2011/12          | 4    | 0    | 2     | 1     | 4         | 0         | 10    | 1     |
| Реал Мадрид      | Итого            | Итого            | 4    | 0    | 2     | 1     | 4         | 0         | 10    | 1     |
| → Ливерпуль      | АПЛ              | 2012/13          | 7    | 1    | 1     | 2     | 4         | 0         | 12    | 3     |
| → Ливерпуль      | Итого            | Итого            | 7    | 1    | 1     | 2     | 4         | 0         | 12    | 3     |
| Боруссия Д       | Бундеслига       | → 2012/13        | 15   | 3    | —     | —     | 3         | 0         | 18    | 3     |
| Боруссия Д       | Бундеслига       | 2013/14          | 34   | 2    | 5     | 0     | 9         | 0         | 48    | 2     |
| Боруссия Д       | Бундеслига       | 2014/15          | 7    | 1    | —     | —     | 2         | 0         | 9     | 1     |
| Боруссия Д       | Бундеслига       | 2015/16          | 9    | 0    | —     | —     | 3         | 0         | 12    | 0     |
| Боруссия Д       | Бундеслига       | 2016/17          | 5    | 0    | 1     | 0     | 3         | 1         | 9     | 1     |
| Боруссия Д       | Бундеслига       | 2017/18          | 18   | 2    | 3     | 0     | 4         | 0         | 25    | 2     |
| Боруссия Д       | Итого            | Итого            | 88   | 8    | 9     | 0     | 24        | 1         | 121   | 9     |
| Вердер           | Бундеслига       | 2018/19          | 20   | 1    | 3     | 0     | —         | —         | 23    | 1     |
| Вердер           | Бундеслига       | 2019/20          | 16   | 0    | 1     | 0     | —         | —         | 17    | 0     |
| Вердер           | Итого            | Итого            | 36   | 1    | 4     | 0     | —         | —         | 40    | 1     |
| Антальяспор      | Суперлига        | 2020/21          | 36   | 0    | 6     | 0     | —         | —         | 42    | 0     |
| Антальяспор      | Суперлига        | 2021/22          | 8    | 0    | —     | —     | —         | —         | 8     | 0     |
| Антальяспор      | Итого            | Итого            | 44   | 0    | 6     | 0     | —         | —         | 50    | 0     |
| Всего за карьеру | Всего за карьеру | Всего за карьеру | 343  | 29   | 35    | 5     | 42        | 3         | 420   | 37    |

### Тренерская
| Антальяспор       | 5 октября 2021 | 31 декабря 2023 | 92  | 38 | 23 | 31 | 041,30 |
| Боруссия Дортмунд | 1 июля 2024    | 22 января 2025  | 27  | 12 | 4  | 11 | 044,44 |
| Итого             | Итого          | Итого           | 119 | 50 | 27 | 42 | 042,02 |